# Vaterpolo na OI 1904.
Na OI 1904. u St. Louisu poredak u vaterpolskom turniru je bio idući:
| Odličje | Reprezentacija                   | Sastav |
| zlato   | New York Athletic Club           | David Bratton, George van Cleef, Leo Budd Goodwin, Louis de Handley, David Hesser, Joseph A. Ruddy, James Stehen |
| srebro  | Chicago Athletic Association     | Rex Beach, Jerome Steever, Edwin Paul Swatek, Charles Healy, Frank Kehoe, David Hammond, William Tuttle          |
| bronca  | Missouri Athletic Club St. Louis | John Meyers, Manfred Toeppen, Gwynne Evans, Amadee Reyburn, Schreiner, Augustus Goessling, William Orthwein      |